# 법원행정처장
법원행정처장(法院行政處長, Minister of National Court Administration)은 법원행정처를 대표하는 직위로, 대법관 중 한 명이 겸직한다.

## 임명
- 대법관 중에서 대법원장이 보한다.

## 역할
- (법원조직법 제67조제2항) 처장은 대법원장의 지휘를 받아 법원행정처의 사무를 관장하고, 소속 직원을 지휘·감독하며, 법원의 사법행정사무 및 그 직원을 감독한다.
- (법원조직법 제70조) 대법원장이 한 처분에 대한 행정소송의 피고는 법원행정처장으로 한다.

## 역대 법원행정처장

### 미군정 사법행정처장
| 대법원장 | 대수 | 이름           | 임기                             | 비고                                |
| -------- | ---- | -------------- | -------------------------------- | ----------------------------------- |
| 미 군정  | 초대 | 노진설(盧鎭卨) | 1947년 2월 5일 ~ 1949년 2월 16일 | 대법관, 국회의원선거관리위원장 겸임 |

### 법원행정처장
| 대법원장 | 대수           | 이름                              | 임기                                | 비고                                                |
| -------- | -------------- | --------------------------------- | ----------------------------------- | --------------------------------------------------- |
| 김병로   | 초대           | 노용호(盧龍鎬)                    | 1949년 2월 16일 ~ 1949년 5월 20일   |                                                     |
| 김병로   | 2대            | 노용호(盧龍鎬)                    | 1949년 5월 20일 ~                   |                                                     |
| 김병로   | 3대            | 한성수(韓聖壽)                    | ~ 1959년 1월 27일                   |                                                     |
| 조용순   | 3대            | 한성수(韓聖壽)                    | ~ 1959년 1월 27일                   |                                                     |
| 4대      | 배영호(裵泳鎬) | 1959년 1월 27일 ~ 1961년 7월 5일  |                                     |                                                     |
| 4대      | 배영호(裵泳鎬) | 1959년 1월 27일 ~ 1961년 7월 5일  | 조진만                              |                                                     |
| -        | 박철(朴哲)     | 1961년 7월 5일 ~ 1962년 4월 30일  | 권한대행                            |                                                     |
| 5대      | 전우영(全禹榮) | 1962년 4월 30일 ~ 1969년 7월 1일  | 육군 대령 출신, 장관급으로 격상     |                                                     |
| 5대      | 전우영(全禹榮) | 1962년 4월 30일 ~ 1969년 7월 1일  | 육군 대령 출신, 장관급으로 격상     | 민복기                                              |
| 6대      | 김병화(金炳華) | 1969년 7월 28일 ~ 1977년 2월 18일 | 검사 출신                           |                                                     |
| 이영섭   | 7대            | 서일교(徐壹敎)                    | 1977년 2월 21일 ~ 1981년 4월 18일   | 검사 출신, 첫 대법관 출신 처장                      |
| 유태흥   | 8대            | 김용철(金容喆)                    | 1981년 4월 18일 ~ 1986년 4월 16일   |                                                     |
| 김용철   | 9대            | 이정우(李正雨)                    | 1986년 4월 16일 ~ 1988년 7월 11일   |                                                     |
| 이일규   | 10대           | 최재호(崔在護)                    | 1988년 7월 11일 ~ 1991년 1월 21일   |                                                     |
| 김덕주   | 10대           | 최재호(崔在護)                    | 1988년 7월 11일 ~ 1991년 1월 21일   |                                                     |
| 11대     | 안우만(安又萬) | 1991년 1월 21일 ~ 1993년 7월 22일 |                                     |                                                     |
| 12대     | 박우동(朴禹東) | 1993년 7월 22일 ~ 1993년 10월 4일 |                                     |                                                     |
| 윤관     | 13대           | 최종영(崔鍾泳)                    | 1993년 10월 4일 ~ 1997년 1월 23일   |                                                     |
| 윤관     | 14대           | 안용득(安龍得)                    | 1997년 1월 23일 ~ 1999년 9월 27일   |                                                     |
| 최종영   | 15대           | 변재승(邊在承)                    | 1999년 9월 27일 ~ 2001년 11월 5일   |                                                     |
| 최종영   | 16대           | 이강국(李康國)                    | 2001년 11월 5일 ~ 2003년 9월 18일   |                                                     |
| 최종영   | 17대           | 손지열(孫智烈)                    | 2003년 9월 18일 ~ 2005년 10월 20일  |                                                     |
| 이용훈   | 권한대행       | 장윤기(張潤基)                    | 2005년 10월 20일 ~ 2005년 12월 14일 |                                                     |
| 이용훈   | 18대           | 장윤기(張潤基)                    | 2005년 12월 14일 ~ 2007년 12월 20일 |                                                     |
| 이용훈   | 19대           | 김용담(金龍潭)                    | 2008년 1월 21일 ~ 2009년 6월 24일   |                                                     |
| 이용훈   | 20대           | 박일환(朴一煥)                    | 2009년 6월 24일 ~ 2011년 10월 10일  |                                                     |
| 양승태   | 21대           | 차한성(車漢成)                    | 2011년 10월 10일 ~ 2014년 2월 24일  |                                                     |
| 양승태   | 22대           | 박병대(朴炳大)                    | 2014년 2월 24일 ~ 2016년 2월 22일   |                                                     |
| 양승태   | 23대           | 고영한(高永銲)                    | 2016년 2월 22일 ~ 2017년 5월 23일   |                                                     |
| 양승태   | -              | 김창보(金昶寶)                    | 2017년 5월 23일 ~ 2017년 7월 19일   | 권한대행                                            |
| 양승태   | 24대           | 김소영(金昭英)                    | 2017년 7월 19일 ~ 2018년 1월 25일   | 첫 여성 처장 사법부 블랙리스트 의혹과 관련하여 사퇴 |
| 김명수   | 24대           | 김소영(金昭英)                    | 2017년 7월 19일 ~ 2018년 1월 25일   | 첫 여성 처장 사법부 블랙리스트 의혹과 관련하여 사퇴 |
| 25대     | 안철상(安哲相) | 2018년 1월 25일 ~ 2019년 1월 11일 |                                     |                                                     |
| 26대     | 조재연(趙載淵) | 2019년 2월 14일 ~ 2021년 5월 8일  |                                     |                                                     |
| 27대     | 김상환(金尙煥) | 2021년 5월 8일 ~ 2024년 1월 14일  |                                     |                                                     |
| 조희대   | 28대           | 천대엽(千大燁)                    | 2024년 1월 15일 ~                   |                                                     |

## 논란
법원행정처장은 정부 수립 이후에는 고등·지방법원장이 맡는 차관급 자리였으며, 5·16 군사 정변 이후에는 지위가 장관급으로 격상되어 일선 법원장들보다 우위에 서게 되었다. 서일교 처장은 아예 스스로 대법관이 되길 원했고, 전두환 정부에 의해 대법관 신분을 가진 채로 행정처장직을 겸하게 되었다. 이후 행정처장이 법원의 구성원을 행정적으로 통제하며 일반 판사 위에 '군림'하는 부작용이 발생했으며, "법원행정처를 정점으로 하는 관료주의의 타파가 법원 개혁의 시발점"이라는 주장까지 나오게 되었다. 이용훈 대법원장은 "대법관의 법원행정처장 겸직 관행을 깨겠다"고 밝혔으며, 2005년 12월 14일 법률 제7725호 「법원조직법」이 개정되면서 행정처장은 장관급 정무직으로 전환되었다. 하지만 이후 행정처장이 대법관 회의에서 의결권을 가지지 못해 사법행정을 주도할 수 없다는 지적이 나왔고, 2007년 12월 27일 법률 제8794호 「법원조직법」으로 개정하면서 다시 대법관이 행정처장을 겸임하도록 하였다. 그 이후에도 행정처 출신 판사들이 재판 업무만 담당한 법관보다 우대받는 문제점, 사법부의 관료화와 엘리트화에 의한 비판 등이 지적되면서 행정처 자체에 대한 개혁의 목소리도 높아지고 있다.

## 같이 보기
- 법원행정처
- 법원행정처 차장
- 대한민국의 대법관